# Liberálisok és Demokraták Szövetsége Európáért Csoport
A Liberálisok és Demokraták Szövetsége Európáért Csoport (angolul: Alliance of Liberals and Democrats for Europe group, franciául: Alliance des démocrates et des libéraux pour l'Europe) egy liberális-centrista politikai csoport volt az Európai Parlamentben 2004 és 2019 között. Két európai politikai párt képviselőiből állt: Liberálisok és Demokraták Szövetsége Európáért Párt és az Európai Demokrata Párt, melyek együttesen alkotják a Liberálisok és Demokraták Szövetsége Európáért politikai szövetséget.

## Története
Az ALDE képviselőcsoport nem hivatalos felmenői az Európai Szén- és Acélközösség (a Parlament elődje) Közgyűlésének első ülésén, 1952. szeptember 10-én jelen lévő liberális tagokra vezethető vissza, de a képviselőcsoportot hivatalosan Liberálisok és Szövetségesek Csoportja néven alapították 1953. június 23-án. Ahogy a Közgyűlés parlamenté nőtte ki magát, a francia gaullisták 1965. január 21-én kiváltak a frakcióból és a csoport megkezdte a névváltoztatás folyamatát, hogy az megfeleljen az új tagállamok liberális/centrista hagyományainak. 1976-ban Liberális és Demokrata Képviselőcsoportra, 1985. december 13-án Liberális és Demokrata Reformista Csoportra, 1994. július 19-én Európai Liberális Demokrata és Reformpárt Képviselőcsoportra módosították a frakció nevét, hogy az megfeleljen az azonos nevű európai politikai pártnak.
A Liberálisok és Demokraták Szövetsége Európáért Csoport (ALDE képviselőcsoportot) 2004. július 20-án hozták létre. A brit liberális demokraták képviselője  Graham Watson lett az ALDE első elnöke. A 2009-es európai parlamenti választást követően a korábbi belga miniszterelnök Guy Verhofstadt lett a képviselőcsoport elnöke.
2019 májusában a 2019-es európai parlamenti választások előtti vitán Guy Verhofstadt bejelentette, hogy a választásokat követően a képviselőcsoport új, centrista szövetséget köt Emmanuel Macron „Reneszánsz” listájával, és új nevet kap: Újítsuk meg Európát.

## Elnökök
| Elnök           | Elnök | Hivatalba lépés | Hivatal vége | Ország             | Párt                                      |
| --------------- | ----- | --------------- | ------------ | ------------------ | ----------------------------------------- |
| Graham Watson   |       | 2004            | 2009         | Egyesült Királyság | Liberális Demokraták                      |
| Guy Verhofstadt |       | 2009            | 2019         | Belgium            | Nyitott Flamand Liberálisok és Demokraták |

## Tagok

### 8. Európai Parlament (2014–2019)
| Ország             | Párt                                          | Európai Párt                     | Képviselők száma |
| ------------------ | --------------------------------------------- | -------------------------------- | ---------------- |
| Ausztria           | NEOS – Az Új Ausztria és Liberális Fórum      | ALDE                             | 1 / 18           |
| Belgium            | Nyitott Flamand Liberálisok és Demokraták     | ALDE                             | 3 / 21           |
| Belgium            | Reformista Mozgalom                           | ALDE                             | 2 / 21           |
| Belgium            | Reformista Mozgalom                           | EDP                              | 1 / 21           |
| Bulgária           | Mozgalom a Jogokért és Szabadságokért         | ALDE                             | 4 / 17           |
| Csehország         | ANO 2011                                      | ALDE                             | 2 / 21           |
| Csehország         | Függetlenek Petr Ježek és Pavel Telička       | Független                        | 2 / 21           |
| Dánia              | Venstre                                       | ALDE                             | 1 / 13           |
| Dánia              | Dán Szociálliberális Párt                     | ALDE                             | 2 / 13           |
| Egyesült Királyság | Liberális Demokraták                          | ALDE                             | 1 / 73           |
| Észtország         | Észt Centrumpárt                              | ALDE                             | 1 / 6            |
| Észtország         | Észt Reformpárt                               | ALDE                             | 2 / 6            |
| Finnország         | Centrumpárt                                   | ALDE                             | 3 / 13           |
| Finnország         | Finnországi Svéd Néppárt                      | ALDE                             | 1 / 13           |
| Franciaország      | Demokratikus Mozgalom                         | EDP                              | 2 / 74           |
| Franciaország      | Generációs polgárok (Génération citoyens)     | Nincs                            | 1 / 74           |
| Franciaország      | Radikális Mozgalom                            | ALDE                             | 2 / 74           |
| Franciaország      | Demokraták és Függetlenek Uniója              | EDP (2014–2016) ALDE (2016–2019) | 1 / 74           |
| Hollandia          | Néppárt a Szabadságért és Demokráciáért (VVD) | ALDE                             | 3 / 26           |
| Hollandia          | 66-os Demokraták                              | ALDE                             | 4 / 26           |
| Horvátország       | Polgári Liberális Szövetség                   | ALDE                             | 1 / 11           |
| Horvátország       | Isztriai Demokratikus Gyűlés                  | ALDE                             | 1 / 11           |
| Írország           | Függetlenek Marian Harkin                     | EDP                              | 1 / 11           |
| Lettország         | Zöldek és Gazdálkodók Szövetsége              | EGP (LZP)                        | 1 / 8            |
| Litvánia           | Munkáspárt                                    | ALDE                             | 2 / 11           |
| Litvánia           | Liberális Mozgalom                            | ALDE                             | 1 / 11           |
| Luxemburg          | Demokrata Párt                                | ALDE                             | 1 / 6            |
| Németország        | Német Szabaddemokrata Párt                    | ALDE                             | 3 / 96           |
| Németország        | Szabad Választók                              | EDP                              | 1 / 96           |
| Portugália         | Demokratikus Republikánus Párt                | EDP                              | 1 / 21           |
| Románia            | Liberálisok és Demokraták Szövetsége          | ALDE                             | 1 / 32           |
| Románia            | Renate Weber (korábban: PNL)                  | ALDE                             | 1 / 32           |
| Románia            | Mircea Diaconu (független)                    | ALDE                             | 1 / 32           |
| Spanyolország      | Baszk Nacionalista Párt                       | EDP                              | 1 / 54           |
| Spanyolország      | Katalán Európai Demokrata Párt                | ALDE                             | 1 / 54           |
| Spanyolország      | Unió, Haladás és Demokrácia                   | Nincs                            | 4 / 54           |
| Spanyolország      | Polgárok – A Polgárság Pártja                 | ALDE                             | 2 / 54           |
| Svédország         | Liberálisok                                   | ALDE                             | 2 / 20           |
| Svédország         | Centrum Párt                                  | ALDE                             | 1 / 20           |
| Szlovénia          | Szlovén Nyugdíjasok Demokratikus Pártja       | EDP                              | 1 / 8            |
| Európai Unió       | Összesen                                      | Összesen                         | 68 / 751         |

### 7. Európai Parlament (2009–2014)
| Ország             | Párt                                          | Európai Párt | Képviselők száma |
| ------------------ | --------------------------------------------- | ------------ | ---------------- |
| Belgium            | Nyitott Flamand Liberálisok és Demokraták     | ALDE         | 3 / 22           |
| Belgium            | Reformista Mozgalom                           | ALDE         | 2 / 22           |
| Bulgária           | Mozgalom a Jogokért és Szabadságokért         | ALDE         | 3 / 18           |
| Bulgária           | Stabilitás és Felemelkedés Nemzeti Mozgalom   | ALDE         | 2 / 18           |
| Dánia              | Venstre                                       | ALDE         | 3 / 13           |
| Egyesült Királyság | Liberális Demokraták                          | ALDE         | 12 / 73          |
| Észtország         | Észt Centrumpárt                              | ALDE         | 2 / 6            |
| Észtország         | Észt Reformpárt                               | ALDE         | 1 / 6            |
| Finnország         | Centrumpárt                                   | ALDE         | 3 / 13           |
| Finnország         | Finnországi Svéd Néppárt                      | ALDE         | 1 / 13           |
| Franciaország      | Demokratikus Mozgalom                         | EDP          | 6 / 74           |
| Hollandia          | Néppárt a Szabadságért és Demokráciáért (VVD) | ALDE         | 3 / 26           |
| Hollandia          | 66-os Demokraták                              | ALDE         | 3 / 26           |
| Írország           | Fianna Fáil                                   | ALDE         | 3 / 12           |
| Írország           | Függetlenek Marian Harkin                     | EDP          | 1 / 12           |
| Lettország         | Lettország első pártja/Lett út                | ALDE         | 1 / 9            |
| Litvánia           | Munkáspárt                                    | ALDE         | 1 / 12           |
| Litvánia           | Liberális Mozgalom                            | ALDE         | 1 / 12           |
| Luxemburg          | Demokrata Párt                                | ALDE         | 1 / 6            |
| Németország        | Német Szabaddemokrata Párt                    | ALDE         | 12 / 99          |
| Olaszország        | Értékek Olaszországa                          | ALDE         | 5 / 73           |
| Románia            | Nemzeti Liberális Párt                        | ALDE         | 5 / 33           |
| Spanyolország      | Baszk Nacionalista Párt                       | EDP          | 1 / 54           |
| Spanyolország      | Katalán Európai Demokrata Párt                | ALDE         | 1 / 54           |
| Svédország         | Liberálisok                                   | ALDE         | 3 / 20           |
| Svédország         | Centrum Párt                                  | ALDE         | 1 / 20           |
| Szlovákia          | Néppárt – Demokratikus Szlovákiáért Mozgalom  | EDP          | 1 / 13           |
| Szlovénia          | Szlovénia Liberális Demokráciája              | ALDE         | 1 / 8            |
| Szlovénia          | Zares – Szociálliberálisok                    | ALDE         | 1 / 8            |
| Európai Unió       | Összesen                                      | Összesen     | 84 / 736         |

### 6. Európai Parlament (2004–2009)
| Ország             | Párt                                          | Európai Párt | Képviselők száma |
| ------------------ | --------------------------------------------- | ------------ | ---------------- |
| Belgium            | Nyitott Flamand Liberálisok és Demokraták     | ALDE         | 3 / 24           |
| Belgium            | Reformista Mozgalom                           | ALDE         | 2 / 24           |
| Belgium            | Reformista Mozgalom                           | EDP          | 1 / 24           |
| Ciprus             | Demokrata Párt                                | ALDE         | 1 / 6            |
| Dánia              | Venstre                                       | ALDE         | 3 / 14           |
| Dánia              | Dán Szociálliberális Párt                     | ALDE         | 1 / 14           |
| Egyesült Királyság | Liberális Demokraták                          | ALDE         | 11 / 73          |
| Észtország         | Észt Centrumpárt                              | ALDE         | 1 / 6            |
| Észtország         | Észt Reformpárt                               | ALDE         | 1 / 6            |
| Finnország         | Centrumpárt                                   | ALDE         | 4 / 14           |
| Finnország         | Finnországi Svéd Néppárt                      | ALDE         | 1 / 14           |
| Franciaország      | Demokratikus Mozgalom                         | EDP          | 7 / 78           |
| Franciaország      | Polgári Szövetség a Demokráciáért Európában   | ALDE         | 3 / 78           |
| Hollandia          | Néppárt a Szabadságért és Demokráciáért (VVD) | ALDE         | 4 / 27           |
| Hollandia          | 66-os Demokraták                              | ALDE         | 1 / 27           |
| Írország           | Függetlenek Marian Harkin                     | EDP          | 1 / 13           |
| Lengyelország      | Demokrata Párt – demokraci.pl                 | ALDE         | 4 / 54           |
| Lengyelország      | Paweł Piskorski (független)                   | Nincs        | 1 / 54           |
| Lengyelország      | Marek Czarnecki (független)                   | Nincs        | 1 / 54           |
| Lettország         | Lettország első pártja/Lett út                | ALDE         | 1 / 9            |
| Litvánia           | Munkáspárt                                    | EDP          | 5 / 13           |
| Litvánia           | Liberális és Közép Unió                       | ALDE         | 2 / 13           |
| Luxemburg          | Demokrata Párt                                | ALDE         | 1 / 6            |
| Magyarország       | Szabad Demokraták Szövetsége                  | ALDE         | 2 / 24           |
| Németország        | Német Szabaddemokrata Párt                    | ALDE         | 7 / 99           |
| Olaszország        | Demokrácia a Szabadság – Margaréta            | EDP          | 9 / 78           |
| Olaszország        | Értékek Olaszországa                          | ALDE         | 1 / 78           |
| Olaszország        | Olasz Radikálisok                             | ALDE         | 2 / 78           |
| Spanyolország      | Baszk Nacionalista Párt                       | EDP          | 1 / 54           |
| Spanyolország      | Katalán Európai Demokrata Párt                | ALDE         | 1 / 54           |
| Svédország         | Liberálisok                                   | ALDE         | 1 / 19           |
| Svédország         | Centrum Párt                                  | ALDE         | 1 / 19           |
| Szlovénia          | Szlovénia Liberális Demokráciája              | ALDE         | 2 / 7            |
| Európai Unió       | Összesen                                      | Összesen     | 88 / 732         |